# Dendromunna mirabile
Dendromunna mirabile là một loài chân đều trong họ Dendrotionidae. Loài này được Wolff miêu tả khoa học năm 1962.